# Xerosecta dohrni
Xerosecta dohrni е вид охлюв от семейство Hygromiidae.

## Разпространение
Видът е разпространен в Италия (Сардиния).